# Artémidore d'Ascalon
Pour les articles homonymes, voir Artémidore.
Artémidore d'Ascalon (en grec ancien Ἀρτεμίδωρος / Artemidôros) est un historien grec d'époque inconnue, mais à situer entre la fin du IIe siècle av. J.-C. et le Ier siècle ap. J.-C. Il est cité par Étienne de Byzance parmi les personnalités célèbres d'Ascalon.
Il a rédigé une histoire de Bithynie.
Ascalon était, avec Gadara, à l'époque hellénistique et romaine, le principal foyer intellectuel en Palestine.